# Duce de Orléans

Blazon ducal

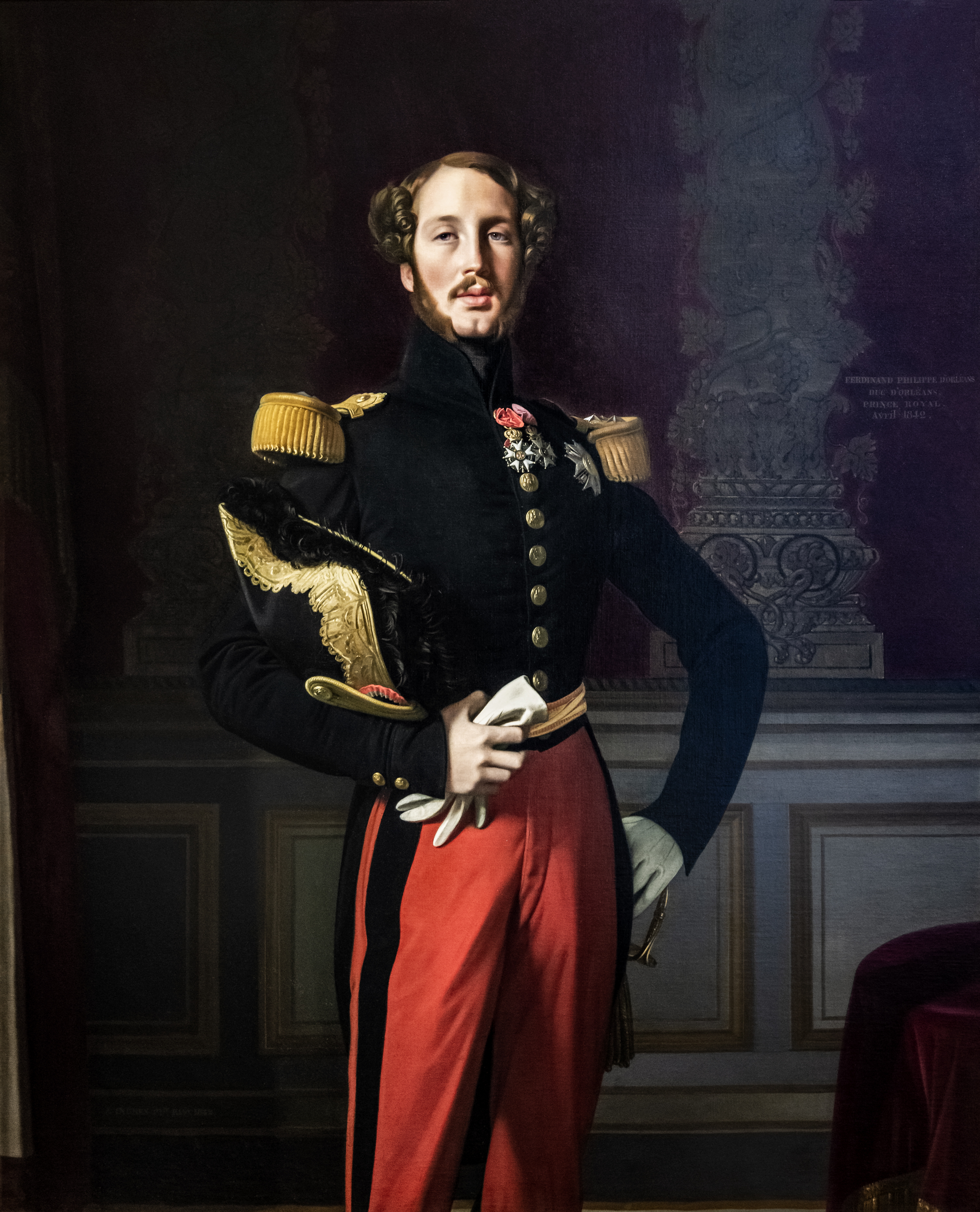
Ultimul titular: Ferdinand-Filip de Orléans

Titlul de duce de Orléans este un titlu feudal creat inițial în 1344 de regele Filip al VI-lea al Franței pentru al doilea fiu al său, Filip. Titlul putea fi transmis descendenței titularului; atunci când titlul devenea disponibil (adică atunci când titularul nu lăsa copii), ducatul de Orléans era, în mod tradițional, acordat ca apanaj unui fiu mai mic al regelui Franței. În total, zece fii mai mici ai regilor Franței au purtat titlul de duce de Orléans, dar doar șase au primit efectiv administrarea acestui domeniu.
Orléans a fost ultimul apanaj care a revenit Coroanei odată cu accederea la tronul Franței a ultimului duce de Orléans ca apanagist, Ludovic-Filip I, pe 9 august 1830. Este de remarcat că Revoluția franceză pusese capăt apanajelor teritoriale prin decretul din 21 decembrie 1790, înlocuindu-le cu indemnizații. La urcarea pe tron în 1814, Ludovic al XVIII-lea a decis să respecte acest decret, cu excepția apanajului de Orléans, reconstituit în favoarea lui Ludovic-Filip de Orléans, viitorul rege al francezilor.

## Casa de Valois

### Prima Casă de Orléans

#### Prima creație ca apanaj (1344)
| Rang | Portret | Nume                                                                                      | Perioadă    | Alte titluri                  | Note | Blazon |
| ---- | ------- | ----------------------------------------------------------------------------------------- | ----------- | ----------------------------- | --- | ------ |
| 1    |         | Filip al Franței, apoi Filip de Orléans (1 iulie 1336 – 1 septembrie 1375 (la 39 de ani)) | 1344 – 1375 | Duce de Tours Conte de Valois | Al doilea fiu al regelui Filip al VI-lea al Franței, a primit Orléanais ca apanaj de la tatăl său în 1344. |        |

### A doua Casă de Orléans

#### A doua creație ca apanaj (1392)
| Rang | Portret | Nume | Perioadă    | Alte titluri                                                                      | Note |
| ---- | ------- | --- | ----------- | --------------------------------------------------------------------------------- | --- |
| 2    |         | Ludovic I de Orléans (13 martie 1372 – 23 noiembrie 1407 (la 35 de ani))                                                                         | 1392 – 1407 | Duce de Tours Conte de Soissons Conte de Blois Conte de Angoulême Conte de Vertus | Al doilea fiu al regelui Franței Carol al V-lea din dinastia Valois, a primit Orléanais ca apanaj de la fratele său în 1392, apoi comitatul de Blois la moartea lui Guy al II-lea. Lider al partidului Armagnacilor, a fost asasinat din ordinul ducelui de Burgundia, Ioan cel Neînfricat. |
| 3    |         | Charles I de Orléans (24 noiembrie 1394 – 5 ianuarie 1465 (la 70 de ani))                                                                        | 1407 – 1465 | Conte de Valois Conte de Soissons Conte de Blois                                  | Fiul celui de dinainte. După o călătorie în Anglia, s-a căsătorit cu Marie de Clèves, stabilindu-se la Blois, apoi la Tours pentru a negocia un armistițiu în 1444, care va pune în cele din urmă capăt Războiului de 100 de Ani.                                                           |
| 4    |         | Ludovic al II-lea de Orléans, apoi Ludovic al XII-lea al Franței supranumit Părintele Poporului (27 iunie 1462 – 1 ianuarie 1515 (la 52 de ani)) | 1465 – 1498 | Conte de Valois Conte de Blois                                                    | Fiul celui de dinainte, născut la castelul Blois. Îi succede regelui Carol al VIII-lea, care a murit la Amboise în 1498, sub numele de Ludovic al XII-lea: ducatul de Orléans revine Coroanei, iar noul rege își instalează curtea la Blois.                                                |

#### A treia creație (1519)
| Rang | Portret | Nume | Perioadă    | Alte titluri                                       | Note |
| ---- | ------- | --- | ----------- | -------------------------------------------------- | --- |
| 5    |         | Henric I de Orléans, Henric de Valois, apoi Henric al II-lea al Franței (31 martie 1519 – 10 iulie 1559 (la 40 de ani)) | 1519 – 1536 | Delfin de Viennois Duce de Bretania Conte de Blois | Al doilea fiu al regelui Francisc I al Franței, el este, prin mama sa, Claude a Franței, nepotul ducelui precedent. A fost învestit cu titlul de duce de Orléans la naștere. |

#### A patra creație ca apanaj (1536)
| Rang | Portret | Nume | Perioadă    | Alte titluri                      | Note                                                                                                  |
| ---- | ------- | --- | ----------- | --------------------------------- | --- |
| 6    |         | Carol al Franței, apoi Carol al II-lea de Orléans (22 ianuarie 1522 – 9 septembrie 1545 (la 23 de ani)) | 1536 – 1545 | Duce de Angoulême Duce de Bourbon | Fratele ducelui precedent, devenit Delfin de Viennois, a primit ducatul de Orléans ca apanaj în 1536. |

#### A cincea creație ca apanaj (1549)
| Rang | Portret | Nume                                                                           | Perioadă    | Note |
| ---- | ------- | ------------------------------------------------------------------------------ | ----------- | --- |
| 7    |         | Ludovic al III-lea de Orléans (3 februarie 1549 – 24 octombrie 1550 (la 1 an)) | 1549 – 1550 | Al doilea fiu al regelui Henric al II-lea al Franței, a primit ducatul de Orléans ca apanaj încă de la naștere. |

#### A șasea creație (1519)
| Rang | Portret | Nume                                                                                             | Perioadă    | Alte titluri      | Note |
| ---- | ------- | ------------------------------------------------------------------------------------------------ | ----------- | ----------------- | --- |
| 8    |         | Carol al III de Orléans, Carol al IX-lea al Franței (27 iunie 1550 – 30 mai 1574 (la 23 de ani)) | 1550 – 1560 | Duce de Angoulême | Fratele celui de dinainte, a primit ducatul de Orléans la moartea acestuia. I-a succedat fratelui său, Francisc al II-lea, în 1560, moment în care ducatul de Orléans a revenit Coroanei. |

#### A șaptea creație (1560)
| Rang | Portret | Nume | Perioadă    | Alte titluri                                    | Note |
| ---- | ------- | --- | ----------- | ----------------------------------------------- | --- |
| 9    |         | Henric al II de Orléans, Henric al I al Poloniei, Henric al III-lea al Franței (19 septembrie 1551 – 1 august 1589 (la 37 de ani)) | 1560 – 1566 | Duce de Bourbon Duce de Anjou Conte de Auvergne | Fratele celui de dinainte, a devenit duce de Orléans odată cu accederea acestuia la tron. A renunțat la acest ducat în februarie 1566, când a devenit duce de Anjou. |

## Casa de Bourbon

### A treia Casă de Orléans

#### A opta creație (1607)
La nașterea sa, al doilea fiu al regelui Henric al IV-lea nu primește în mod deliberat niciun apanaj de la tatăl său, fiind pur și simplu titrat fiu al Franței. Totuși, tradiția s-a dovedit mai puternică decât voința regelui, deoarece în toată Franța s-a răspândit entuziasmul că „monsieur d'Orléans” s-a născut. Henric al IV-lea a declarat atunci că „va fi monsieur d'Orléans, dar doar ca titlu și nimic mai mult.”
| Rang | Portret | Nume                                                                                           | Perioadă    | Note                                       |
| ---- | ------- | ---------------------------------------------------------------------------------------------- | ----------- | ------------------------------------------ |
| 10   |         | Monsieur d’Orléans Numit din greșeală Nicolas (16 aprilie 1607 – 17 noiembrie 1611 (la 4 ani)) | 1607 – 1610 | Al doilea fiu al regelui Henric al IV-lea. |

#### A noua creație ca apanaj (1607)
La moartea fratelui său mai mic, Gaston a primit titlul de duce de Orléans, însă nu a primit efectiv apanajul Orléanais decât la căsătoria sa cu bogata moștenitoare de Montpensier, în 1626. La moartea fiicei sale, La Grande Mademoiselle, în 1693, o mare parte din imensa sa avere a revenit vărului său, Filip al Franței, fratele lui Ludovic al XIV-lea.
| Rang | Portret | Nume                                                                                     | Perioadă    | Alte titluri                                                                     | Note                                                                              |
| ---- | ------- | ---------------------------------------------------------------------------------------- | ----------- | -------------------------------------------------------------------------------- | --------------------------------------------------------------------------------- |
| 11   |         | Gaston al Franței, Gaston de Orléans (24 aprilie 1608 – 2 februarie 1660 (la 51 de ani)) | 1626 – 1660 | Duce de Valois Duce de Anjou Duce de Chartres Conte de Blois Senior de Montargis | Fratele celui de dinainte, al treilea fiu al regelui Henric al IV-lea al Franței. |

### A patra Casă de Orléans

#### A zecea creație ca apanaj (1607)
La moartea lui Gaston al Franței, apanajul Orléanais a revenit Coroanei. Ludovic al XIV-lea a decis să îl ofere fratelui său mai mic, Filip, cu excepția notabilă a orașului Blois (și, indirect, castelului Chambord) și a Languedocului. Philippe este fondatorul actualei case de Orléans, împreună cu a doua sa soție, Élisabeth-Charlotte de Bavaria. Fiul lor a devenit regent al Franței la moartea lui Ludovic al XIV-lea în 1715.
| Rang | Portret | Nume                                                                                | Perioadă    | Alte titluri                                                                                         | Note |
| ---- | ------- | ----------------------------------------------------------------------------------- | ----------- | --- | --- |
| 12   |         | Filip I de Orléans (21 septembrie 1640 – 9 iunie 1701 (la 60 de ani))               | 1661 – 1701 | Duce de Anjou Duce de Chartres Duce de Valois Duce de Nemours Duce de Montpensier Prinț de Joinville | Al doilea fiu al regelui Ludovic al XIII-lea al Franței. |
| 13   |         | Filip II-lea de Orléans (2 august 1674 – 2 decembrie 1723 (la 49 de ani))           | 1701 – 1723 | Duce de Chartres Duce de Valois Duce de Nemours Duce de Montpensier Prinț de Joinville               | Fiul celui de dinainte, regent al Franței. |
| 14   |         | Ludovic al IV-lea de Orléans (4 august 1703 – 4 februarie 1752 (la 48 de ani))      | 1723 – 1752 | Duce de Chartres Duce de Valois Duce de Nemours Duce de Montpensier Prinț de Joinville               | Fiul celui de dinainte, primul prinț de sânge după moartea prințului de Condé în 1709. |
| 15   |         | Ludovic-Filip de Orléans (12 mai 1725 – 18 noiembrie 1785 (la 60 de ani))           | 1752 – 1785 | Duce de Chartres Duce de Valois Duce de Nemours Duce de Montpensier Prinț de Joinville               | Fiul celui de dinainte. |
| 16   |         | Ludovic-Filip Joseph de Orléans (13 aprilie 1747 – 6 noiembrie 1793 (la 46 de ani)) | 1785 – 1793 | Duce de Montpensier Duce de Chartres Duce de Nemours Prinț de Joinville                              | Fiul celui de dinainte, care și-a schimbat numele în Filip Égalité după 1792. Ales deputat la Convenția Națională în 1792, a votat pentru execuția regelui. În 1793, suspectat de trădare, a fost condamnat la moarte de Tribunalul Revoluționar și ghilotinat pe 6 noiembrie. |
| 17   |         | Ludovic-Filip I de Orléans (6 octombrie 1773 – 26 august 1850 (la 76 de ani))       | 1793 – 1830 | Duce de Valois Duce de Chartres Duce de Nemours Duce de Montpensier Prinț de Joinville               | Fiul celui de dinainte, a devenit rege al francezilor după revoluția din 1830: ducatul de Orléans a revenit Coroanei. |
| 18   |         | Ferdinand-Filip de Orléans (3 septembrie 1810 – 13 iulie 1842 (la 31 de ani))       | 1830 – 1842 | Duce de Chartres                                                                                     | Fiul celui de dinainte, tatăl său i-a acordat titlul de duce de Orléans la accederea sa la tron. El este ultimul duce de Orléans care a purtat oficial acest titlu. |

## Titlu de curtoazie
| Portret | Nume                                                                    | Perioadă    | Note |
| ------- | ----------------------------------------------------------------------- | ----------- | --- |
|         | Filip de Orléans (6 februarie 1869 – 28 martie 1926 (la 57 de ani))     | 1880 – 1926 | Fiul lui Ludovic Filip, Conte de Paris și pretendent la tronul Franței, care i-a conferit titlul de curtoazie de duce de Orléans în 1880.                                      |
|         | François de Orléans (15 august 1935 – 11 octombrie 1960 (la 25 de ani)) | 1960        | Al doilea fiu al lui Henri de Orléans, conte de Paris și pretendent la tronul Franței. Mort pentru Franța, i s-a conferit titlul de duce de Orléans postum de către tatăl său. |
|         | Jacques de Orléans (născut pe 25 iunie 1941)                            | din 1969    | Fratele celui de dinainte, i-a fost conferit titlul de duce de Orléans de către tatăl său.                                                                                     |

## Heraldică

Blazonul lui Filip al Franței: de azur, presărat cu flori de crin de aur, cu un lambel compus din piese de gules (roșu) și argint.
Până în secolul al XIV-lea: de azur, presărat cu flori de crin de aur, cu un lambel de argint.
Începând cu secolul al XIV-lea: de azur, cu trei flori de crin de aur așezate 2 și 1, cu un lambel de argint.